# Mirosław Skotnicki
Mirosław Skotnicki (ur. 17 stycznia 1959) – polski siatkarz, reprezentant Polski.

## Kariera sportowa
Karierę sportową rozpoczął w Olimpii Goleszów, następnie reprezentował barwy Beskidu Andrychów, z którym wywalczył Puchar Polski w 1978, a w latach 1978–1985 występował w I lidze. W latach 1991–1993 występował w belgijskim Knack Volley Roeselare.
Z reprezentacją Polski juniorów wystąpił na mistrzostwach Europy w 1977 (4. miejsce). W 1983 wystąpił 15 razy w reprezentacji Polski seniorów.